# Stolzenfels am Rhein (film 1927)
Stolzenfels am Rhein è un film muto del 1927 diretto da Richard Löwenbein.

## Produzione
Il film fu prodotto dalla Hegewald Film.

## Distribuzione
Distribuito dalla Hegewald Film, il film - con il visto di censura del 14 marzo - fu presentato a Berlino il 31 marzo 1927.